# Акатово (Тверская область)
Акатово — деревня в Андреапольском районе Тверской области. Входит в Бологовское сельское поселение.

## География
Расположена примерно в 3 верстах к югу от села Бологово между озёрами Пановское и Лукое, ближе к первому.

## История
В конце XIX - начале XX века входила в Холмский уезд Псковской губернии и носила также второе название Новосельцево